# Île aux Prunes
L'île aux Prunes (en malgache : Nosy Alagnagna, Nosy Alanana ou Nosy Ilaintsambo), parfois appelée îlot Prune, est une île malgache de l'océan Indien située au nord-nord-est de Toamasina entourée d'un lagon protégé par une barrière de corail. Elle abrite un phare d'une hauteur de 60 mètres que l'on considère comme le plus haut d'Afrique, le phare de l'Île aux Prunes.
Outre son phare, l'île abrite une forêt hébergeant des espèces endémiques comme le « renard volant » (Pteropus rufus), une chauve-souris endémique de Madagascar. Elle possède également une riche faune marine qui attire les visiteurs.